# 静岡県道167号須津東田子浦停車場線
静岡県道167号須津東田子浦停車場線（しずおかけんどう167ごう すどひがしたごのうらていしゃじょうせん）は、静岡県富士市内を通る一般県道である。

## 概要

### 路線データ
- 起点：静岡県富士市中里（静岡県道22号三島富士線交点）
- 終点：東田子浦停車場（静岡県富士市中柏原新田）

## 沿革
- 1960年（昭和35年）4月1日 - 認定[1]

## 地理

### 通過する自治体
- 静岡県富士市

### 接続する道路
- 静岡県道22号三島富士線（起点：須津橋交差点）
- 国道1号（沼津バイパス）（中里西交差点）
- 静岡県道380号富士清水線（東海道）（柏原2丁目交差点 - 東田子ノ浦駅前交差点で重複）
- 富士市道（終点：「東田子の浦駅」前）

### 周辺
- 岳南電車岳南線
  - 須津駅
  - 神谷駅
- JR東海道本線 東田子の浦駅
- 東名高速道路 中里バスストップ
- 富士市立須津中学校
- 富士市立須津小学校
- UCC上島珈琲 富士工場
- 高木産業（パーパス） 本社
- MEGAドン・キホーテUNY中里店 中里店

## その他
- 路線名の「須津」は、起点付近の旧自治体名（静岡県富士郡須津村）に由来する。